# SN 2010kt
SN 2010kt – supernowa typu Ia odkryta 10 grudnia 2010 roku w galaktyce A050039-3840. W momencie odkrycia miała maksymalną jasność 16,80m.